# أنتوني دا سيلفا
أنتوني دا سيلفا (20 ديسمبر 1980 في فرنسا - ) (بالفرنسية: Anthony da Silva) هو لاعب كرة قدم برتغالي وفرنسي في مركز الظهير. لعب مع إستريلا دا أمادورا وسي إف آر كلوج وفيتوريا دي غيماريش ونادي باسوش دي فيريرا ونادي بينفايل ونادي تشافيس.

## وصلات خارجية
- أنتوني دا سيلفا على موقع الاتحاد الأوربي (الإنجليزية)
- أنتوني دا سيلفا على موقع قاعدة بيانات كرة القدم.إي يو (الإنجليزية)
- أنتوني دا سيلفا على موقع Soccerway.com (الإنجليزية)
- أنتوني دا سيلفا على موقع عالم كرة القدم.نت (الإنجليزية)
- أنتوني دا سيلفا على موقع AS.com (الإسبانية)